# Gomphidia javanica
Gomphidia javanica är en trollsländeart som beskrevs av W. Foerster 1899. Gomphidia javanica ingår i släktet Gomphidia och familjen flodtrollsländor. Inga underarter finns listade i Catalogue of Life.